# Pierre Chambiges
Pour les articles homonymes, voir Chambige.
Pierre Chambiges, né vers 1490 et mort à Paris en 1544, est un architecte français, maître des œuvres de maçonnerie et pavement de la Ville.

## Biographie
Il est le fils de Martin Chambiges.
En tant qu'architecte, il travaille pour François Ier et participe, entre autres, aux projets suivants :
- Le bras sud du transept de la cathédrale Saint-Pierre de Beauvais
- La cathédrale Notre-Dame de Senlis
- Le palais du Louvre
- L'Hôtel de ville de Paris
- Le château de Saint-Germain-en-Laye
- Le pavillon de la Muette à Saint-Germain-en-Laye
- Le château de Chantilly
- Le château de Fontainebleau

Il possédait une maison sur les hauteurs de Meudon, près du château de Meudon, dont il fit l'acquisition en 1536, au moment même où la duchesse d'Etampes entreprend de grands travaux d'agrandissements au sein du château. Sa maison fut détruite vers 1656, au temps d'Abel Servien, lors de l'édification de la Grande Terrasse servant d'avant-cour au château.